# Rencontres du cinéma italien de Grenoble
Il Rencontres du cinéma italien de Grenoble è un festival cinematografico che presenta le produzioni cinematografiche di giovani registi italiani, che si svolge annualmente a Grenoble, in Isère.

## Storia
Il festival nasce nel 2006, anno di costituzione dell'associazione organizzatrice Dolce Cinema, si svolge ogni anno, solitamente nella seconda metà di novembre.
Possono partecipare solo film coprodotti da una compagnia italiana: lungo, medio e cortometraggio, tutti i generi combinati, opere prime e seconde di giovani registi che non sono state distribuite alla data dell'evento.

## Obiettivi
- Presentare le novità cinematografiche italiane.
- Permettere l'incontro tra i professionisti del cinema francese e italiano
- Promuovere le produzioni cinematografiche dei giovani emergenti.
- Assegnazione del Gran Premio e assistenza per la distribuzione cinematografica in Francia.

## I premi
- Concorso giovani registi
  - Gran Premio
  - Premio del Pubblico (onorario)
  - Premio Giuria Giovani (onorario)

## Vincitori
Di seguito sono riportati i film vincitori nelle varie edizioni:

### Edizione 2019
- Premio della Giuria: La scomparsa di mia madre di Beniamino Barrese
- Premio del Pubblico: Butterfly di Alessandro Cassigoli e Casey Kauffman
- Premio Giuria Giovani: La scomparsa di mia madre di Beniamino Barrese
- Menzione Speciale della Giuria: Butterfly di Alessandro Cassigoli e Casey Kauffman
- Menzione Speciale della Giuria Giovani: Butterfly di Alessandro Cassigoli e Casey Kauffman

### Edizione 2018
- Premio della Giuria: Beautiful Things di Giorgio Ferrero
- Premio del Pubblico: Il tuttofare di Valerio Attanasio
- Premio Giuria Giovani: Tito e gli alieni di Paola Randi

### Edizione 2017
- Premio del Pubblico: Orecchie di Alessandro Aronadio
- Premio Speciale della Giuria: See you in Texas di Vito Palmieri

### Edizione 2016
- Non assegnato

### Edizione 2015
- Non assegnato

### Edizione 2014
- Non assegnato

### Edizione 2013
- Gran Premio: Aquadro di Stefano Lodovichi
- Premio del Pubblico: Cosimo e Nicole di Francesco Amato
- Premio Giuria Giovani: Cosimo e Nicole di Francesco Amato
- Menzione Speciale della Giuria: Nina di Elisa Fuksas
- Premio Speciale della Giuria: L'uomo doppio di Cosimo Terlizzi

### Edizione 2012
- Gran Premio: Padroni di casa di Edoardo Gabbriellini
- Premio del Pubblico: Workers - Pronti a tutto di Lorenzo Vignolo
- Premio Giuria Giovani: Là-bas - Educazione criminale di Guido Lombardi

### Edizione 2011
- Gran Premio: Sette opere di misericordia di Gianluca e Massimiliano De Serio
- Premio del Pubblico: Tatanka di Giuseppe Gagliardi
- Premio Giuria Giovani: I giorni della vendemmia di Marco Righi
- Menzione Speciale della Giuria: I giorni della vendemmia di Marco Righi

### Edizione 2010
- Non assegnato.

Edizione dedicata a Federico Fellini nel 90º anniversario della sua nascita.

### Edizione 2009
- Gran Premio: Il primo giorno d'inverno di Mirko Locatelli
- Premio del Pubblico: La bella gente di Ivano De Matteo
- Menzione Speciale della Giuria: La bella gente di Ivano De Matteo
- Premio Speciale della Giuria: Un altro pianeta di Stefano Tummolini

### Edizione 2008
- Gran Premio: Riprendimi di Anna Negri
- Premio del Pubblico: Piano, solo di Riccardo Milani
- Menzione Speciale della Giuria: all'attore David Coco per la sua interpretazione nel film L'uomo di vetro di Stefano Incerti

### Edizione 2007
- Non assegnato

### Edizione 2006
- Non assegnato